# Aspidostemon manongarivensis
Aspidostemon manongarivensis är en lagerväxtart som beskrevs av Van der Werff. Aspidostemon manongarivensis ingår i släktet Aspidostemon och familjen lagerväxter. Inga underarter finns listade i Catalogue of Life.